# Kość łuskowa

Sq – kość łuskowa

Kosc łuskowa (łac. squamosum) – kość występująca w tylnym rejonie czaszki czworonogów. U wczesnych Tetrapoda wchodziła w skład regionu skroniowego skórnego dachu czaszki, a u ptaków i ssaków – mózgoczaszki. U ssaków jest połączona stawowo z kością zębową, tworząc górną część stawu skroniowo-żuchwowego, i stanowi tylną część łuku jarzmowego, zakończonego od przodu kością jarzmową. U zaawansowanych ssaków żyworodnych kość łuskowa znajduje się z przodu kości skalistej i wchodzi w skład boku puszki mózgowej, podczas gdy u wszystkich pozostałych ssaków znajduje się z tyłu kości skalistej i nie buduje boku puszki mózgowej. U wielu ssaków wraz z puszką słuchową, kością bębenkową i kosteczkami słuchowymi tworzy kość skroniową.